# Un hípster a l'Espanya buida
Un hípster a l'Espanya buida (títol original en castellà, Un hipster en la España vacía) és una pel·lícula espanyola de comèdia i sàtira política dirigida per Emilio Martínez-Lázaro i escrita per Daniel Castro, basada en la novel·la homònima de Daniel Gascón. És protagonitzada per Lalo Tenorio, Berta Vázquez, Paco León, Macarena García, Rober Bodegas i Lucía Díez. Es va estrenar a Prime Video per al 27 de març del 2024.

## Trama
A en Quique (Lalo Tenorio) li encarreguen liderar la política de l'Espanya buida en un poble de Terol, però no sap ni per on començar. S'enfronta a un poble disposat a estirar-li els cabells en contra les seves propostes modernes i, per si no n'hi hagués prou, aviat descobreix que enviar-lo és un pla de la seva xicota i del líder del seu partit per poder estar junts. Només comptarà amb la seva bona voluntat i amb la Lourdes (Berta Vázquez), la cambrera del bar, que vol evitar que el pobre segueixi fent el ridícul i que entengui que la clau del seu èxit és aprendre a escoltar els seus nous veïns.

## Repartiment
- Lalo Tenorio com a Quique
- Berta Vázquez com a Lourdes
- Paco León
- Macarena García
- Rober Bodegas
- Lucía Díez[2]
- Tito Valverde
- Miguel Rellán
- Manuel Manquiña

## Producció
El novembre de 2020, es va anunciar que Netflix havia adquirit els drets de la novel·la Un hipster en la España vacía de Daniel Gascón per adaptar-la a l'audiovisual, encara que sense concretar si seria una pel·lícula o una sèrie. Tot i que finalment Netflix va apostar per fer una sèrie, el 2023 Prime Video va anunciar que havia adquirit el projecte i que havia estat reconvertit en pel·lícula, i que Emilio Martínez-Lázaro havia estat contractat per dirigir-la. Per a abril de 2023, la productora va anunciar que estaven buscant 600 extres per al rodatge de la pel·lícula a la comarca del Matarranya.
El 28 d'abril del 2023, durant una presentació de Prime Video dels seus futurs projectes espanyols, es va anunciar que Un hípster a l'Espanya buida seria protagonitzada per Lalo Tenorio i Berta Vázquez. El 8 de maig de 2023, es va anunciar que Paco León, Macarena García, Rober Bodegas, Tito Valverde, Miguel Rellán i Manuel Manquiña també serien part del repartiment. El rodatge de la pel·lícula va començar aquell mateix mes, al municipi de Fontspalda.

## Llançament i màrqueting
El 8 de febrer de 2024, Prime Video va publicar les primeres imatges i el pòster d'Un hipster en la España vacía. El 26 de febrer de 2024, Prime Video va llançar el tràiler de la pel·lícula i va anunciar que s'estrenaria directament a la seva plataforma el 27 de març de 2024.